# Fälttåget (roman)
Fälttåget (La Campaña) är en roman av den mexikanske författaren Carlos Fuentes utgiven 1990.
Romanen är den första delen i en trilogi om Latinamerikas frigörelse från kolonialmakten och utspelar sig under åren 1810–1821. Huvudperson är den unge argentinaren Baltasar Bustos som reser över den latinamerikanska kontinenten och deltar i revolutionära frihetskamper samtidigt som han följer spåren av en kvinna som satt hans hjärta i brand.